# Клюквенний (Троїцький район)
Клю́квенний (рос. Клюквенный) — селище у складі Троїцького району Алтайського краю, Росія. Входить до складу Гордієвської сільської ради.

## Населення
Населення — 61 особа (2010; 169 у 2002).
Національний склад (станом на 2002 рік):
- росіяни — 91 %